# باقر نیاری
باقر نیاری یک بازیکن فوتبال اهل ایران است که در پست هافبک برای آرمان گهر در لیگ آزادگان بازی می‌کند.
وی که محصول آکادمی تیم سایپا است، برای تیم ملی فوتبال نوجوانان ایران نیز بازی کرده‌است.